# ادا گلاسبروک
ادا گلاسبروک (به سوئدی: Eda glasbruk)  یک منطقه مسکونی است که در بخش ادا شهرستان ورملاند در کشور سوئد واقع شده است. جمعیت ادا گلاسبروک در پایان سال ۲۰۱۰ بالغ بر ۲۳۳ نفر بوده است.